# Copand, Alba
Copand (în maghiară Maroskoppánd) este un sat în comuna Noșlac din județul Alba, Transilvania, România.
În ceea ce privește denumirea satului, ea a cunoscut foarte multe forme în decursul istoriei. Coppan, Cuppan prin 1285, Terra Coppanteluke în 1286, Villa Cuppan în 1291, Koppan în 1301, Kappan, Kopwan, Kapa în 1336, Kopan în 1338, în 1607 Koppant, în 1733  și 1808 Koppánd, apoi Maros Koppánd sau Copand la 1854. Mai târziu (mai ales în perioada interbelică) este numit Copandulu pe Murăș, ca să rămână în zilele noastre simplu, Copand.

## Generalități
Tip localitate: sat.
Populație: 155 locuitori, conform datelor oficiale ale Recensământului Populației din 2011.

## Date geografice
Zona: Podișul Târnavelor - Terasele Mureșului. Satul se află la limita a trei județe: Alba, Mureș și Cluj.
Ape: Mureș, la confluența cu Arieșul.

## Istoric
Pe Harta Iosefină a Transilvaniei din 1769-1773 (Sectio 140) localitatea apare sub numele de „Maros Koppand”.

## Date geologice
În perimetrul acestei localități s-a pus în evidență prezența unui masiv de sare gemă și a unor izvoare sărate.

## Lăcașuri de cult
- Biserica de lemn “Sf. Arhangheli Mihail și Gavril” datând din 1803, cu picturi interioare din 1856. Biserica este înscrisă pe lista monumentelor istorice din județul Alba[1] elaborată de Ministerul Culturii și Patrimoniului Național din România în anul 2010.
- Biserica reformată-calvină, din epoca renașterii. In interior se gaseste monumentul funerar al familiei Somlyai, cu o inscripție in limba latină, datată din anul 1622.[2]

## Imagini

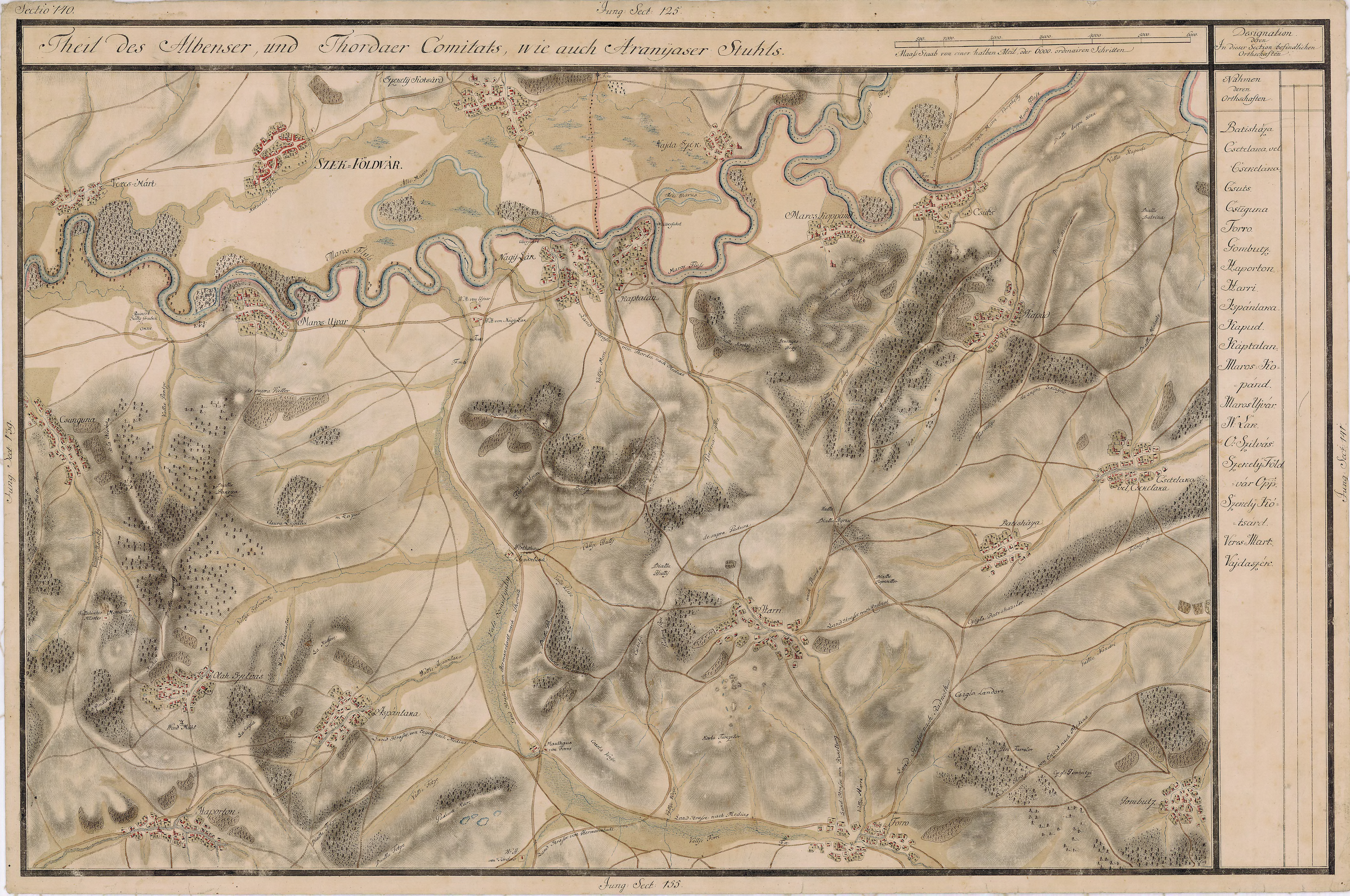
Copand pe Harta Iosefină a Transilvaniei, 1769-1773 (Sectio 140)
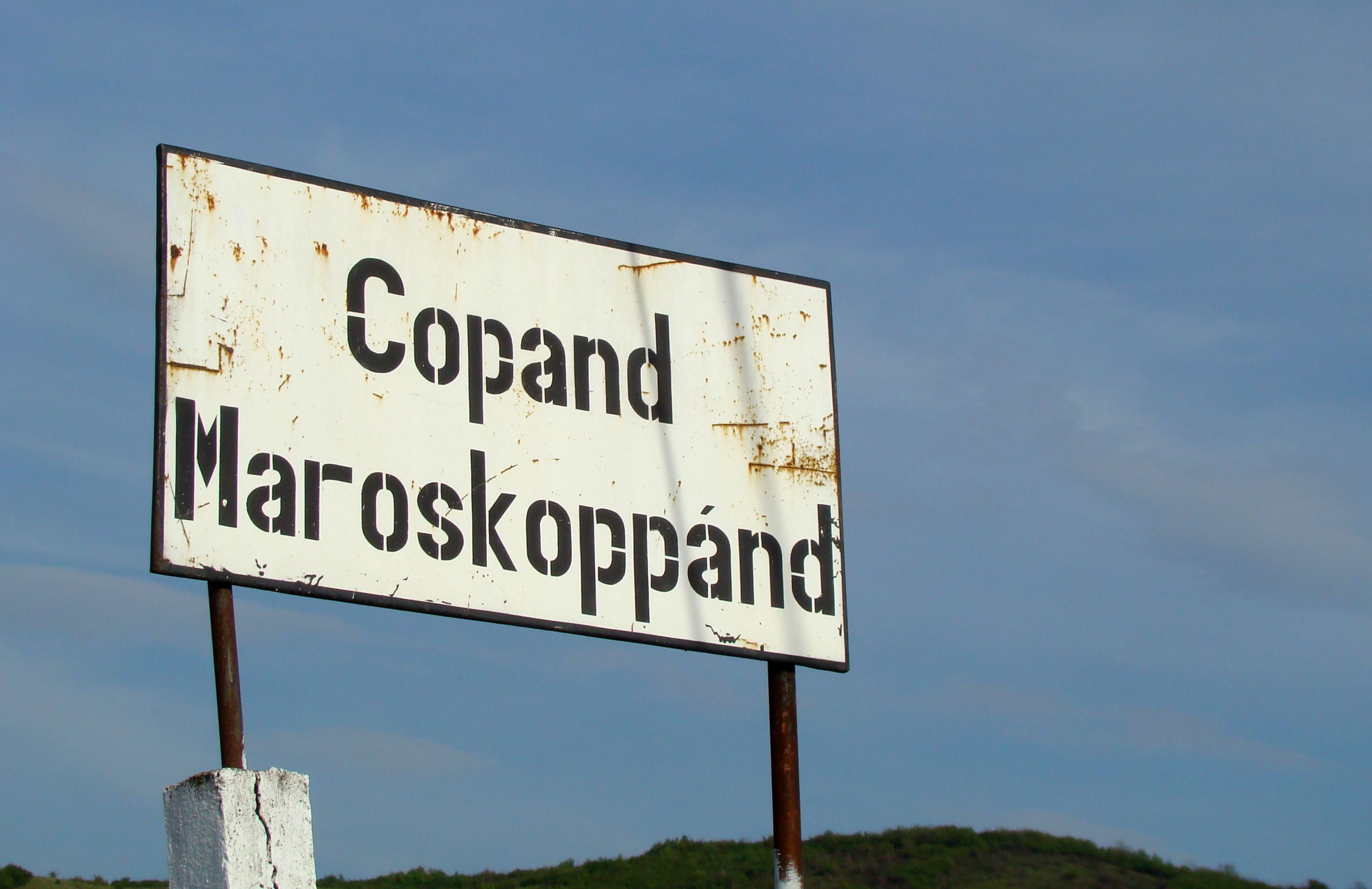
Intrarea în localitate
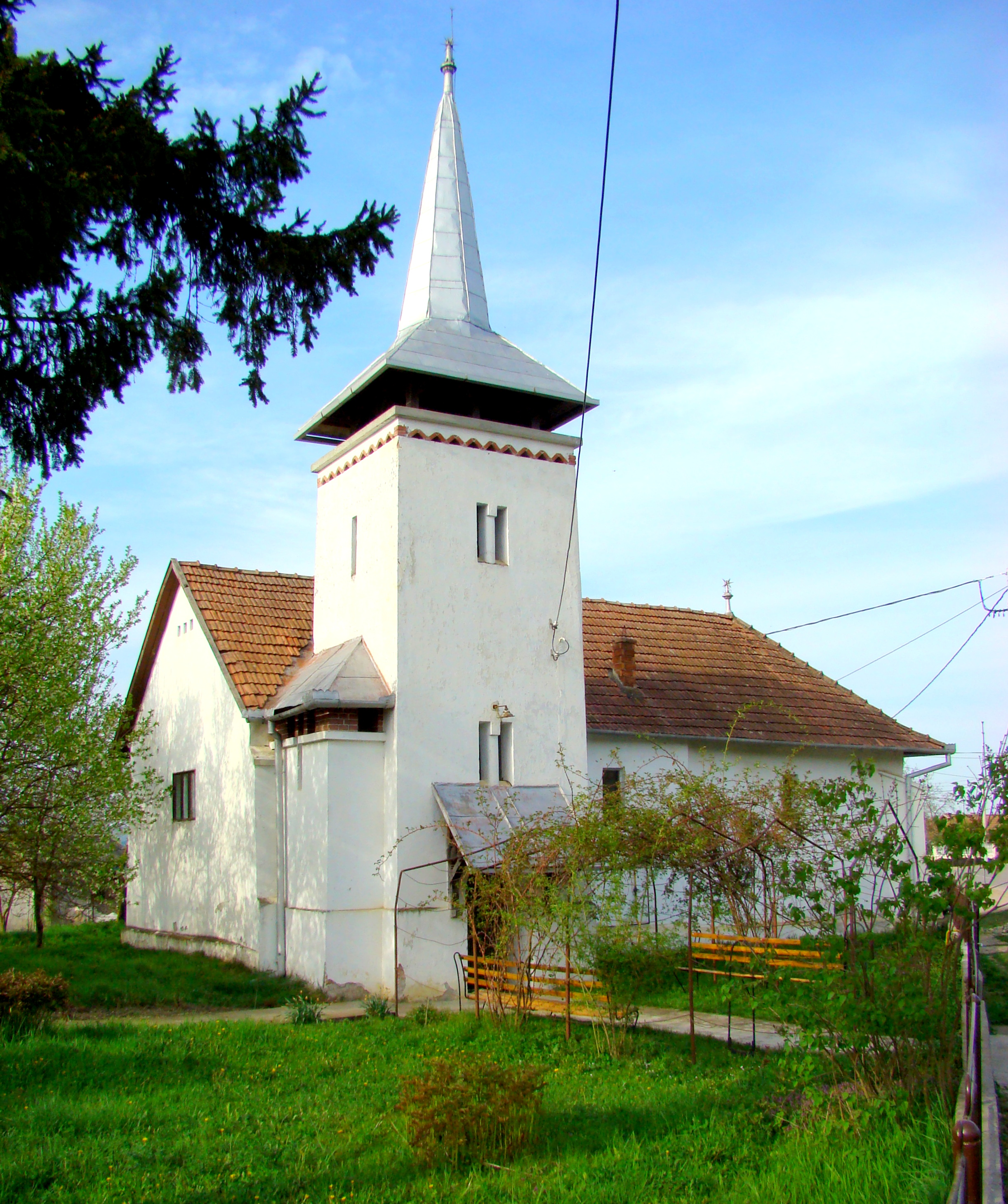
Biserica reformată
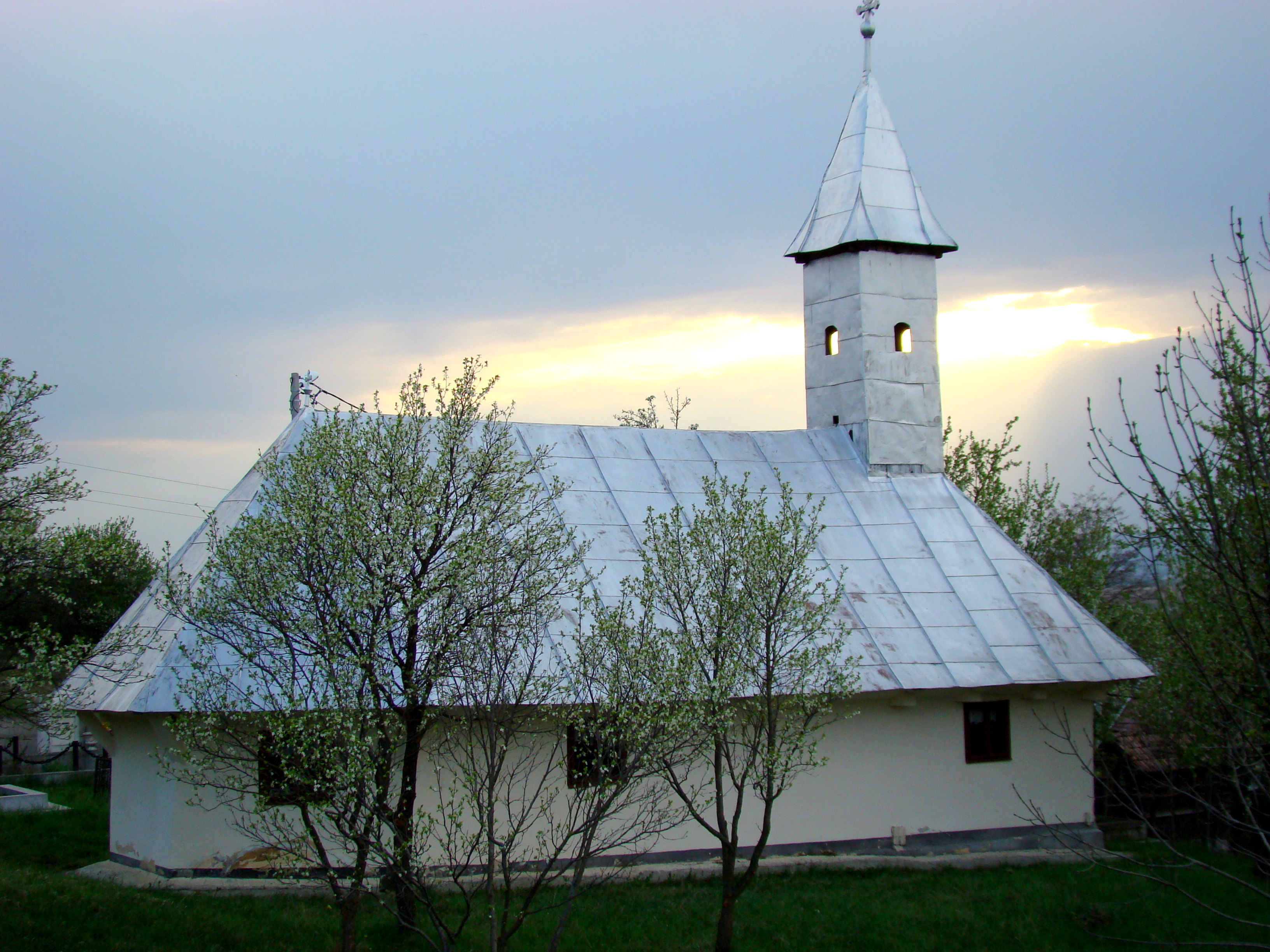
Biserica de lemn din Copand (monument istoric)
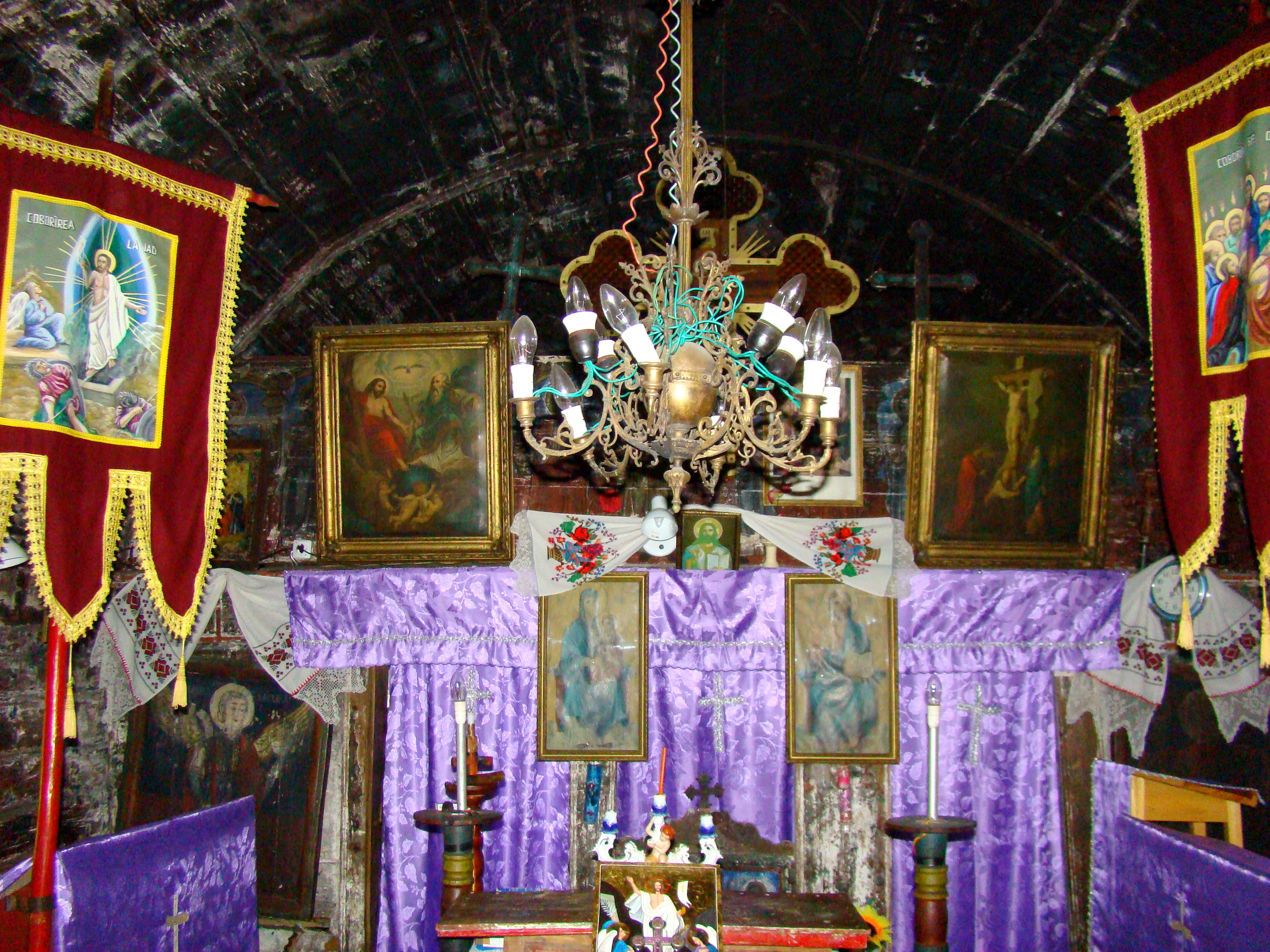
Biserica de lemn din Copand (monument istoric)